# Ешлі Макгрегор
Ешлі Макгрегор (англ. Ashley McGregor, 1 березня 1993) — канадська плавчиня.
Переможниця Панамериканських ігор 2011 року.